# Тюрам, Лилиан
Рюдди́ Лилиа́н Тюра́м-Юлье́н (фр. Ruddy Lilian Thuram-Ulien; род. 1 января 1972, Пуэнт-а-Питр, Гваделупа), известен также как Лилиа́н Тюра́м (фр. Lilian Thuram) — французский футболист, защитник.
Завершил карьеру в 2008 году из-за проблем с сердцем. В составе национальной сборной Франции становился чемпионом мира и Европы.

## Биография
Прежде, чем начать карьеру футболиста, Тюрам собирался стать католическим священником, но вовремя обнаружил в себе футбольные таланты. Его профессиональная карьера началась в клубе «Монако» в 1991 году. Затем он переехал в Италию, где 10 лет выступал за клубы «Парма» и «Ювентус». В составе туринского клуба он 4 раза становился чемпионом Италии (однако команда была лишена двух последних чемпионских титулов после скандала о договорных матчах в Серии А). Провёл два сезона за «Барселону», после чего в 2008 году вернулся во Францию, где собирался подписать контракт с клубом «Пари Сен-Жермен». Однако медицинское обследование в Париже выявило у Тюрама проблемы с сердцем, вынудившие его в возрасте 36 лет завершить игровую карьеру.

### Карьера в сборной
За основную команду Франции Тюрам дебютировал 17 августа 1994 года в товарищеском матче против сборной Чехии (2:2).
Долгое время Тюрам владел рекордом по количеству сыгранных матчей за сборную Франции (142), пока его не обошёл Уго Льорис. Среди полевых игроков Тюрам остается лидером. Тюрам, в целом редко угрожавший чужим воротам, забил в сборной лишь два мяча, причём оба во втором тайме полуфинального матча чемпионата мира 1998 года против сборной Хорватии. Благодаря голам Тюрама Франция одержала волевую победу 2:1 и прошла в финал. Для сравнения: сыграв в чемпионате Италии за карьеру более 300 матчей Тюрам также забил всего два мяча. 
Также Тюрам участвовал в составе Франции в чемпионатах мира 2002, 2006 и чемпионатах Европы 1996, 2000, 2004 и 2008 года. После чемпионата мира 2006 года он принял решение о завершении выступлений за национальную сборную (уже не в первый раз), однако позже передумал и отозвался на вызов в сборную на матчи отборочного турнира к Евро-2008. 9 июня 2008 года Тюрам в первом матче Евро-2008 против Румынии стал первым футболистом, сыгравшим 15 матчей в финальной стадии чемпионатов Европы. Тем самым он опередил Зидана, Фигу и Поборски у которых на счету по 14 выступлений. 17 июня 2008 года после последнего матча в группе С, в котором Франция уступила Италии (0:2), Тюрам вместе с Клодом Макелеле объявил о завершении карьеры в сборной.
Тюрам вошёл в список 125 величайших из ныне живущих футболистов, названных Пеле в марте 2004 года.

## Клубная статистика
| Выступление      | Выступление      | Выступление      | Лига | Лига | Кубки | Кубки | Еврокубки | Еврокубки | Другие | Другие | Итого | Итого |
| Клуб             | Лига             | Сезон            | Игры | Голы | Игры  | Голы  | Игры      | Голы      | Игры   | Голы   | Игры  | Голы  |
| ---------------- | ---------------- | ---------------- | ---- | ---- | ----- | ----- | --------- | --------- | ------ | ------ | ----- | ----- |
| Монако           | Лига 1           | 1990/91          | 1    | 0    | 0     | 0     | 0         | 0         | 0      | 0      | 1     | 0     |
| Монако           | Лига 1           | 1991/92          | 19   | 0    | 4     | 0     | 4         | 0         | 0      | 0      | 27    | 0     |
| Монако           | Лига 1           | 1992/93          | 37   | 0    | 2     | 0     | 4         | 0         | 0      | 0      | 43    | 0     |
| Монако           | Лига 1           | 1993/94          | 25   | 1    | 3     | 1     | 8         | 1         | 0      | 0      | 36    | 3     |
| Монако           | Лига 1           | 1994/95          | 37   | 2    | 5     | 1     | 0         | 0         | 0      | 0      | 42    | 3     |
| Монако           | Лига 1           | 1995/96          | 36   | 5    | 6     | 0     | 2         | 0         | 0      | 0      | 44    | 5     |
| Монако           | Итого            | Итого            | 155  | 8    | 20    | 2     | 18        | 1         | 0      | 0      | 193   | 11    |
| Парма            | Серия А          | 1996/97          | 34   | 1    | 1     | 0     | 2         | 0         | 0      | 0      | 37    | 1     |
| Парма            | Серия А          | 1997/98          | 32   | 0    | 6     | 0     | 8         | 0         | 0      | 0      | 46    | 0     |
| Парма            | Серия А          | 1998/99          | 34   | 0    | 8     | 0     | 11        | 0         | 0      | 0      | 53    | 0     |
| Парма            | Серия А          | 1999/00          | 33   | 0    | 3     | 0     | 10        | 0         | 1      | 0      | 47    | 0     |
| Парма            | Серия А          | 2000/01          | 30   | 0    | 8     | 0     | 7         | 0         | 0      | 0      | 45    | 0     |
| Парма            | Итого            | Итого            | 163  | 1    | 26    | 0     | 38        | 0         | 1      | 0      | 228   | 1     |
| Ювентус          | Серия А          | 2001/02          | 30   | 0    | 3     | 0     | 8         | 0         | 0      | 0      | 41    | 0     |
| Ювентус          | Серия А          | 2002/03          | 27   | 1    | 1     | 0     | 15        | 0         | 0      | 0      | 43    | 1     |
| Ювентус          | Серия А          | 2003/04          | 23   | 0    | 4     | 0     | 5         | 0         | 0      | 0      | 32    | 0     |
| Ювентус          | Серия А          | 2004/05          | 37   | 0    | 1     | 0     | 11        | 0         | 0      | 0      | 49    | 0     |
| Ювентус          | Серия А          | 2005/06          | 27   | 0    | 4     | 0     | 8         | 0         | 0      | 0      | 39    | 0     |
| Ювентус          | Итого            | Итого            | 144  | 1    | 13    | 0     | 47        | 0         | 0      | 0      | 204   | 1     |
| Барселона        | Примера          | 2006/07          | 23   | 0    | 3     | 0     | 4         | 0         | 0      | 0      | 30    | 0     |
| Барселона        | Примера          | 2007/08          | 18   | 0    | 4     | 0     | 6         | 0         | 0      | 0      | 28    | 0     |
| Барселона        | Итого            | Итого            | 41   | 0    | 7     | 0     | 10        | 0         | 0      | 0      | 58    | 0     |
| Всего за карьеру | Всего за карьеру | Всего за карьеру | 503  | 10   | 66    | 2     | 113       | 1         | 1      | 0      | 683   | 13    |

## Достижения

### Командные
«Монако»
- Обладатель Кубка Франции: 1990/91

«Парма»
- Обладатель Кубка Италии: 1998/99
- Обладатель Суперкубка Италии: 1999
- Обладатель Кубка УЕФА: 1998/99

«Ювентус»
- Чемпион Италии (2): 2001/02, 2002/03 (титулы 2004/05 и 2005/06 отобраны)
- Обладатель Суперкубка Италии (2): 2002, 2003

«Барселона»
- Обладатель Суперкубка Испании: 2006

Сборная Франции
- Бронза чемпионата Европы: 1996
- Чемпион мира: 1998
- Чемпион Европы: 2000
- Обладатель Кубка конфедераций: 2003
- Серебряный призёр чемпионата мира: 2006

### Личные
- Лучший футболист Франции: 1997
- Футболист года в Италии по версии Guerin Sportivo: 1997
- Обладатель «Бронзового мяча» чемпионата мира: 1998
- Входит в состав символической сборной Европы по версии ESM (2): 1999, 2003
- Входит в состав символической сборной чемпионата Европы 2000
- Член символической сборной чемпионата мира (2): 1998, 2006
- Член сборной FIFPro: 2006
- Входит в список ФИФА 100

## Личная жизнь
Женат, имеет двоих сыновей — Маркюса (род. 6 августа 1997) и Хефрена (род. 26 марта 2001). Оба, как и отец, являются футболистами. Маркюс — нападающий итальянского клуба «Интернационале», победитель юношеского чемпионата Европы 2016, игрок основной сборной Франции. Хефрен — полузащитник, выступающий за итальянский клуб «Ювентус».
Кузен Тюрама Йоанн Тюрам-Юльен — вратарь, воспитанник клуба «Монако», в настоящее время выступающий за клуб «Амьен».